# Evasi0n

evasi0n — утилита для выполнения непривязанного джейлбрейка операционной системы iOS 6.0—6.1.2 и 7.0—7.0.6, выпущенная 4 февраля 2013 года.
В первые четыре дня после релиза, утилита была скачана, и, вероятно, установлена на устройства 4 миллиона раз. 22 декабря 2013 года команда evad3rs выпустила новую версию утилиты evasi0n - evasi0n7, в которой была реализована поддержка iOS 7.х. 
Финальный релиз iOS 7.1 исправил все уязвимости, используемые утилитой, что ознаменовало прекращение разработки инструмента.